# Monte xerófilo del Sahara occidental
El monte xerófilo del Sahara occidental es una ecorregión de la ecozona paleártica, definida por WWF, que se extiende por varias mesetas y macizos montañosos volcánicos de la parte occidental del desierto del Sahara.

## Descripción
Es una ecorregión de desierto que ocupa 258.100 kilómetros cuadrados repartidos entre el macizo de Ahaggar y la meseta del Tassili n'Ajjer en Argelia (por encima de los 1000 m s. n. m.), con ramificaciones que llegan a Libia y Níger; y, sobre los 500 metros de altitud, el macizo del Aïr en Níger, la meseta de Adrar en Mauritania y el Adrar de los Iforas en Malí.
Los inviernos son severos, con variaciones de más de 20 °C y heladas nocturnas. Las precipitaciones son escasas y esporádicas.

## Flora
La vegetación varía en función de la altitud y la exposición al viento. Muchas especies son relictos de la vegetación mediterránea. Los árboles se encuentran a baja altitud, mientras que a mayor elevación predominan los arbustos. Sin embargo, es posible encontrar olivos por encima de los 2.000 metros.
Entre las especies presentes destacan la hierba aizoácea Trianthema pentandra, el lupino Lupinus pilosus, la campanilla Convolvulus fatmensis, la colleja Silene kiliani, las acacias Acacia laeta y Acacia nilotica, la cordia Cordia rochii, la higuera Ficus ingens y la escrofulariácea Anticharis glandulosa.

## Endemismos
Entre las especies vegetales endémicas destacan el amenazado ciprés del Sahara (Cupressus dupreziana), el oleastro del Sahara (Olea lapperrini) y el mirto del Sahara (Myrtus nivellei), Potamogeton hoggariensis, Bromus garamas, Astragalus geniorum, Tamarix trabutii, Senecio hoggariensis, Silene kilianii, Fagonia flamandii y Lavandula antineae.

## Estado de conservación
Relativamente estable/Intacto. La población humana es mínima: menos de cinco habitantes por kilómetro cuadrado. La mayor parte es nómada, aunque existen algunas pequeñas poblaciones. La vegetación se conserva prácticamente intacta.